# Vineri 13: Sânge proaspăt - Partea a 7-a
Vineri 13: Sânge proaspăt - Partea a 7-a (titlu original: Friday the 13th Part VII: The New Blood) este un film american din 1988 regizat de John Carl Buechler.

## Distribuție
- Lar Park Lincoln - Tina Shephard
- Kevin Blair - Nicholas Rogers
- Susan Blu - Mrs. Amanda Shepard
- Terry Kiser - Dr. Crews
- Susan Jennifer Sullivan - Melissa Ashley Emerson Paur
- Elizabeth Kaitan - Robin Peterson
- Jon Renfield - David Peabody
- Jeff Bennett - Edward Kelso
- Heidi Kozak - Sandra Casey
- Diana Barrows - Madison Paulson
- Larry Cox - Russell Bowen
- Craig Thomas - Benjamin MacNeal
- Diane Almeida - Katherine Pataki
- William Butler - Michael
- Kane Hodder - Jason Voorhees
- Staci Greason - Jane McDowell
- Debora Kessler - Judith Williams
- Michael Schroeder - Dan Carter